# Верьовкіна Маріанна Володимирівна
Маріа́нна Володи́мирівна Верьо́вкіна (нім. Marianne von Werefkin; 29 серпня (10 вересня) 1860, Тула — 6 лютого 1938, Аскона, Швейцарія) — російська художниця, представниця експресіоністської течії в живописі.

## Життя та творчість
Народилася в сім'ї воєначальника, державного діяча Володимира Верьовкіна та Єлизавети Дараган (5 липня 1834 — 18 березня 1885), яка займалася іконописом та портретним живописом. За материнською лінією — онука письменниці та педагогині Анни Дараган. 1862 року разом із батьками переїжджає з Тули до Вітебська, де батька призначено військовим губернатором. Від 1868 до 1878 року сім'я живе у Вільно у зв'язку з призначенням глави сімейства на посаду начальника Віленського військового округу. 1872 року Маріанна вступає до Маріїнського вищого жіночого училища у Вільно, де здобуває освіту до 1876 року. 1879 року переїжджає до польського міста Люблін, де пробуде з батьками до від'їзду до Москви. Від 1883 року бере приватні уроки у Прянішникова в Московському училищі живопису, скульптури та архітектури, а також займається натюрмортом під керівництвом Полєнова. 1885 року, після смерті матері, переїжджає з батьком до Санкт-Петербурга, де знайомиться з Іллею Рєпіним і починає брати в нього уроки малювання.

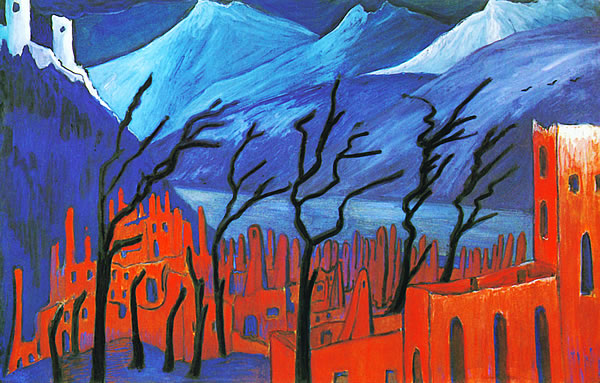
Червоне місто (1909)

1888 року під час полювання стався нещасний випадок: Верьовкіна прострелила собі долоню правої руки; відтоді вона вчиться тримати пензель між середнім та безіменним пальцями. У музеї Вісбадена зберігається робота Рєпіна, на якій зображено Верьовкіну з перев'язаною рукою. 1889 року здійснює поїздку Кавказом. 1891 року познайомилася з Олексієм Явленським, теж учнем Рєпіна. 1892 року бере участь у XX виставці ТПХВ. Того ж року Рєпін скаже про Верьовкіну, що вона «російський Рембрандт», також порівнюватиме її з Веласкесом і Франсіско де Сурбараном. Після смерті батька 1896 року, переїхавши з Явленським до Мюнхена, на кілька років припинила малювати. 1897 року Верьовкіна вирушає в подорож до Венеції разом з Явленським, Грабарем, Ажбе та Кардовським. 1905 року продовжила займатися живописом. Познайомилася з художниками Ф. фон Ленбахом та Ф. фон Штуком (1906). Більшу частину літа 1908 року провела разом з Явленським та Кандинським у будинку в Габріель Мюнтер у селищі Мурнау. Того ж року взяла участь у виставці Берлінського сецесіону та в салоні в Санкт-Петербурзі.
22 березня 1909 року разом з Кандинським, Явленським, Канольдтом та Ербсле засновує «Нове Мюнхенське художнє об'єднання» (Neue Künstlervereinigung München, NKVM). Перша виставка об'єднання відбулася в галереї Таннгаузер у Мюнхені. На той час Верьовкіна цікавилася японським мистецтвом та ксилографією. 1910 року її роботи виставляються в Ризі та Санкт-Петербурзі. 1911 року разом з Явленським відвідує Париж, де зустрічається з Матіссом.
1912 року виставляла свої роботи спільно з групою «Синій вершник» (Der Blaue Reiter) у галереї «Der Sturm» у Берліні. На початку грудня 1912 року Верьовкіна та Явленський виходять із «Нового Мюнхенського художнього об'єднання». 1913 року взяла участь у виставці в Будапешті та в Першому німецькому осінньому салоні в Берліні.
1914 року переїхала разом з Явленським до Швейцарії, після чого бере участь у виставці в Дрездені, потім, спільно з групою «Синій вершник», у Гельсінгфорсі, Тронгеймі, Гетеборзі. 1917 року допомагають Олександру Сахарову в постановці балету в Лугано. Від 1919 року жила в Асконі (кантон Тічино). 1921 року остаточно розлучилася з Явленським.
1924 року заснувала художню групу «Велика ведмедиця» (Der Große Bär), яка, як і сузір'я Великої Ведмедиці, яке включає сім яскравих зір, складалася з семи членів: Вальтер Гельбіґ, Отто Наймаєр, Ернст Фрік, Альберт Коглер, Гордон мак Кух, Отто ван Райс і Ріхард Зевальд. 1928 року Верьовкіна взяла участь у виставці групи «Велика ведмедиця» спільно зі Шмідт-Ротлуфом та Рольфсом у берлінській галереї Нірендорф.
Останніми роками малювала плакати. Її друзі Кармен і Дієго Хагман підтримували її матеріально і захищали від бідності.
Маріанна Верьовкіна померла в Асконі 6 лютого 1938 року. Похована на російському цвинтарі там само.

## Вибрані роботи

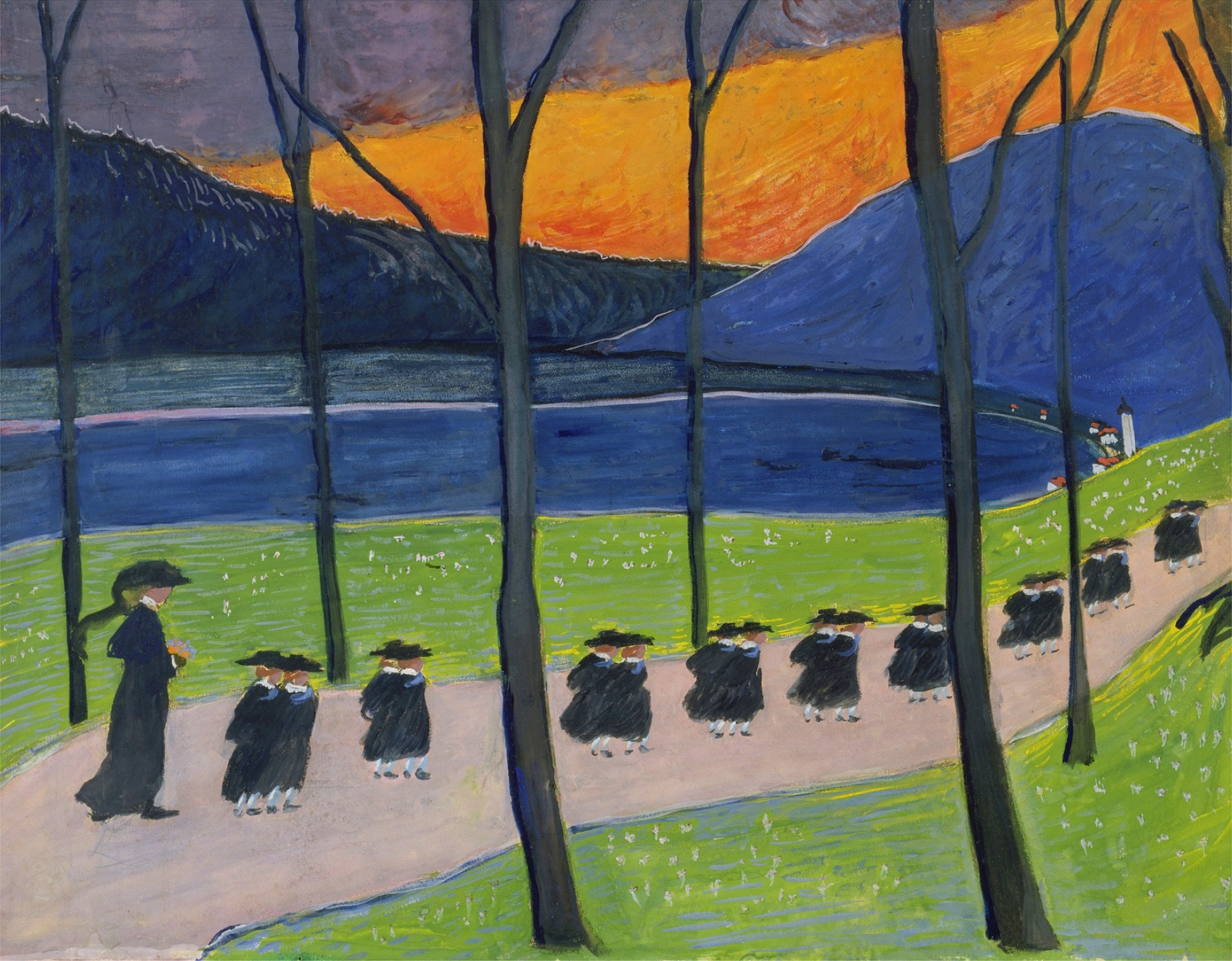
Осінь. Школа

- «Осінь. Школа». 1907. Аскона, Фонд М. Верьовкіної
- «У кафе». 1909
- «Сумний настрій». 1910
- «Автопортрет I», 1910. Мюнхен, Міська галерея в будинку Ленбаха
- «Живодерня», 1910. Вісбаден, Міський музей мистецтв
- «Ковзаняр», 1911.

## Персональні виставки
- 2010 — «Художники російського зарубіжжя: Маріанна Верьовкіна (1860—1938)». Державна Третьяковська галерея, Москва.[7]

## Сім'я
- Дараган Анна Михайлівна[ru] (1806—1877) — бабуся, російська педагогиня та дитяча письменниця.
- Верьовкін Микола Микитович[ru] (1766—1830) — дід, санкт-петербурзький комендант, московський комендант, генерал-лейтенант російської імператорської армії.
- Верьовкін Володимир Миколайович[ru] (1821—1896) — батько, російський генерал, учасник Кримської війни.
- Верьовкін Петро Володимирович[ru] (5 січня 1862 — 18 лютого 1946) — брат, друг імператора Миколи II, був послідовно Ковенським (1904—1912), Віленським (1912—1915) і Естляндським (1915—1917) губернатором.
- Верьовкін, Всеволод Володимирович (1872—1924) — брат; чоловік Вероніки Абегг — художниці, учениці Рєпіна.
- Верьовкін Олександр Миколайович[ru] (?-1854) — дядько, генерал-майор, учасник Кавказької війни.
- Дараган Петро Михайлович[ru] (1874—1960) — троюрідний брат; флігель-ад'ютант Й. І. В., полковник Російської імператорської армії, учасник Першої світової війни та Білого руху, останній полковий командир Каргопольського драгунського полку[ru], білоемігрант.
- Дараган Іван Михайлович[ru] (1885—1977) — троюрідний брат; випускник Пажеського корпусу, Генерального штабу підполковник Російської імператорської армії, учасник Першої світової війни та Білого руху, білоемігрант.

### Книги
- Bruno Goetz. Das gottlish Gesicht. — 1927.
- J. Hahl-Koch. Marianne von Werefkin und der russische Symbolismus. — Münch., 1967.
- K. Federer. Marianne von Werefkin. Zeugnis und Bild. — Zürich, 1975.
- B. Fäthke. Marianne von Werefkin. Leben und Werk. — Münch. 1988.
- D. Elger. Expressionismus. — Köln, 2007.
- Laima Laučkaitė. Ekspresionizmo raitelė Mariana Veriovkina. — Vilnius: Kultūros, filosofijos ir meno institutas, 2007. — ISBN 978-9986-638-95-7.
- Боулт Дж. Э., Фолини М., Лаучкайте Сургайлене Л. Марианна Верёвкина (1860—1938): Художники русского зарубежья. — М.: Третьяковская галерея, 2010. — 310 с. — ISBN 978-88-965321-8-8.
- Олейник Мария. Марианна Верёвкина: Эволюция стиля от символизма к импрессионизму. — СПб.: Алетейя, 2019.

### Статті
- Боулт Джон Э. «Воскресный день»: Марианна Верёвкина и русский Серебряный век / Ответственный редактор Г. Ф. Коваленко; Государственный институт искусствознания[ru] Министерства культуры Российской Федерации // «Амазонки авангарда». — М. : Наука, 2004. — 17 серпня. — С. 69—80. — ISBN 5-02-010251-2.
- Толстая Н. Марианна Верёвкина. Женщина и художник // Третьяковская галерея[ru] : журнал. — 2010. — № 3 (28).